# Wu Tong
Wu Tong (chin.: 吴彤, * 1971) ist ein chinesischer Sheng- und Bawuspieler und Sänger.
Wu hatte ab dem fünften Lebensjahr Unterricht bei seinem Vater und gewann bereits in seiner Kindheit Wettbewerbe für traditionelle chinesische Blasinstrumente. Elfjährig wurde er in das Förderprogramm des Zentralen Musikkonservatoriums aufgenommen, und neunzehnjährig wurde er der jüngste Soloinstrumentalist der China Central Traditional Music and Dance Company, mit der er in China und im Ausland auftrat.
1991 gründete er mit vier Studenten des Zentralkonservatoriums die Rockgruppe Lunhui, die nach dem Erfolg des Titels On the Way to Wartime Yangzhou nach einem Text von Xin Qiji bei JVC Japan 1995, 1997 und 2001 Aufnahmen veröffentlichte und die chinesische Rockband war, die (2000) einen Auftritt im chinesischen Fernsehen hatte.
Seit 1999 ist er Mitglied von Yo-Yo Mas Silk Road Ensemble. Mit diesem trat er u. a. bei der Expo 2005, in der Hollywood Bowl, im Lincoln Center, in der Carnegie Hall und im Millennium Park sowie 2007 in einer Konzertreihe mit dem Chicago Symphony Orchestra auf. Er war Gast in der Late Show with David Letterman und arbeitete 2004 an der Entwicklung einer elektrischen Sheng mit.

## Diskographie
- Silk Road Ensemble: When Strangers Meet
- Silk Road Ensemble: Beyond the Horizon
- Silk Road Ensemble: New Impossibilities
- Silk Road Ensemble: Off the Map
- Sounds of Yo-Yo Ma
- Essential Yo-Yo Ma